# Kenny Green (cestista 1964)
Kenneth Leroy Green, detto Kenny (Eustis, 11 ottobre 1964), è un ex cestista statunitense, professionista nella NBA.

## Carriera
È stato selezionato dai Washington Bullets al primo giro del Draft NBA 1985 (12ª scelta assoluta).

## Statistiche

### NBA

#### Regular Season
| Anno      | Squadra            | PG | PT | MP   | TC%  | 3P% | TL%  | RP  | AP  | PRP | SP  | PP  |
| --------- | ------------------ | -- | -- | ---- | ---- | --- | ---- | --- | --- | --- | --- | --- |
| 1985-1986 | Washington Bullets | 20 | 0  | 11,1 | 43,6 | 0,0 | 80,8 | 1,9 | 0,2 | 0,2 | 0,4 | 5,5 |
| 1985-1986 | Philadelphia 76ers | 21 | 0  | 11,0 | 42,9 | -   | 60,9 | 1,7 | 0,3 | 0,0 | 0,1 | 4,4 |
| 1986-1987 | Philadelphia 76ers | 19 | 0  | 9,1  | 35,7 | -   | 73,7 | 1,5 | 0,4 | 0,2 | 0,1 | 3,4 |
| Carriera  | Carriera           | 60 | 0  | 10,4 | 41,2 | 0,0 | 72,1 | 1,7 | 0,3 | 0,2 | 0,2 | 4,4 |